# Columbus (Mississippi)

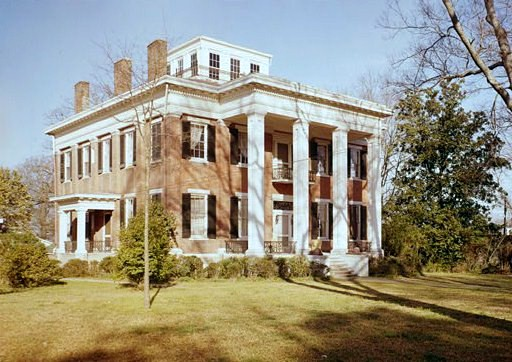

Columbus is een plaats (city) in de Amerikaanse staat Mississippi, en valt bestuurlijk gezien onder Lowndes County.

## Demografie
Bij de volkstelling in 2000 werd het aantal inwoners vastgesteld op 25.944.
In 2006 is het aantal inwoners door het United States Census Bureau geschat op 24.213, een daling van 1731 (-6.7%).

## Geografie
Volgens het United States Census Bureau beslaat de plaats een oppervlakte van
57,8 km², waarvan 55,5 km² land en 2,3 km² water.

## Plaatsen in de nabije omgeving
De onderstaande figuur toont nabijgelegen plaatsen in een straal van 24 km rond Columbus.

## Geboren
- Tennessee Williams (1911-1983), schrijver